# Perevozeț, Kaluș
Perevozeț (în ucraineană Перевозець) este localitatea de reședință a comunei Perevozeț din raionul Kaluș, regiunea Ivano-Frankivsk, Ucraina.

## Demografie
Componența lingvistică a localității Perevozeț
     Ucraineană (99,9%)
     Alte limbi (0,1%)
Conform recensământului din 2001, majoritatea populației localității Perevozeț era vorbitoare de ucraineană (99,9%), existând în minoritate și vorbitori de alte limbi.